# 아시가라역 (시즈오카현)
아시가라역(일본어: 足柄駅)은 일본 시즈오카현 슨토군 오야마정에 있는 도카이 여객철도 고텐바 선의 역이다. 섬식 승강장 1면 2선의 구조를 지닌 지상역이다.

## 타는 곳
| 1 | ■ 고텐바 선 | 상행 | 마쓰다 · 고즈 방면   |
| 2 | ■ 고텐바 선 | 하행 | 고텐바 · 누마즈 방면 |

## 이용 현황
| 연도     | 하루 평균 승차 인원 | 연도     | 하루 평균 승차 인원 |
| 1993년도 | 809                 | 2002년도 | "                   |
| 1994년도 | 786                 | 2003년도 | "                   |
| 1995년도 | 763                 | 2004년도 | "                   |
| 1996년도 | 698                 | 2005년도 | "                   |
| 1997년도 | 581                 | 2006년도 | "                   |
| 1998년도 | 617                 | 2007년도 | "                   |
| 1999년도 | 630                 | 2008년도 | "                   |
| 2000년도 | 614                 | 2009년도 | "                   |
| 2001년도 | 불명                | 2010년도 | 521                 |
| -------- | ------------------- | -------- | ------------------- |

## 역 주변
- 시즈오카 현립 오야마 고등학교
- 오야마 정립 아시가라 소학교

## 역사
- 1903년 1월 20일 : 아시가라 신호소(일본어: 足柄信号所)로서 개업.
- 1947년 9월 15일 : 아시가라역으로 승격.
- 1987년 4월 1일 : 민영화에 의해, 도카이 여객철도로 이관.

## 인접 정차역
| 도카이 여객철도 고텐바 선 | 도카이 여객철도 고텐바 선 | 도카이 여객철도 고텐바 선 |
| ------------------------- | ------------------------- | ------------------------- |
| 스루가오야마 고즈 방면    | ■ 고텐바 선               | 고텐바 누마즈 방면        |